# 马尔科·奥雷利奥·索托
马尔科·奥雷利奥·索托（西班牙語：Marco Aurelio Soto，1846年11月13日—1908年2月25日）是一名宏都拉斯政治人物，曾於1876年至1833年擔任宏都拉斯總統。

## 生平
1876年，他在危地马拉总统、军事强人胡斯托·鲁菲诺·巴里奥斯·奥延将军的支持下担任洪都拉斯总统，因此，他也被视为后者的傀儡，但在1883年，因为索托希望摆脱危地马拉的干预而不再被受到支持，在巴里奥斯的授意下，他被迫辞职。1902年，他曾参加过洪都拉斯总统选举，但仅获4857票而竞选失败。
在他任期内，洪都拉斯进行了一系列的世俗化改革，实现了政教分离，洪都拉斯也正式定都特古西加尔巴。索托还试图修筑連結丰塞卡湾与加勒比海的跨洋铁路，但因成本高昂而被迫中止，交通不便也令洪都拉斯的咖啡出口相当困难。在美国支持下，被废弃的圣胡安西托地区的银矿也得以开采，但该产业基本上受到外国资本控制。
现在流通的2伦皮拉纸币上印有他的头像。